# ساندرا براون (كاتبة)
ساندرا براون (بالإنجليزية: Sandra Brown)‏ هي مذيعة وكاتِبة بريطانية، ولدت في 7 يناير 1949.